# Xulio López Valcárcel
Xulio Xabier López Valcárcel (Lugo, 1953) és un poeta gallec. Llicenciat en dret per la Universitat de Santiago, exerceix de procurador dels Tribunals. Va participar en els col·lectius Cravo Fondo i De Amor e Desamor. Ha publicat els llibres de poemes Véspera do día (1979), Alba de auga sonámbula (1983); Solaina da ausencia (1987); O sol entre os dedos (1993); Memoria de Agosto (1993) i En Voz Baixa (2002). Forma part de la Xeneración dos 80.